# Trabala vishnou
Trabala vishnou (Lefèbvre, 1827) è un lepidottero notturno appartenente alla famiglia Lasiocampidae, diffuso in Asia.

## Descrizione

### Adulto
L'apertura alare è di circa 67 mm nelle femmine e di 47 nei maschi. Il maschio ha il corpo di colore verde mela, con antenne marrone-ocra. Il disco delle ali anteriori e il margine interno delle ali posteriori sono biancastre. Le ali anteriori mostrano una linea antemediale tenue e pallida che si piega sotto la costa. C'è una macchia scura all'estremità della cella e una linea postmediale chiara, obliqua e diritta che diventa mediale sulle ali posteriori. Entrambe le ali presentano una serie di piccole macchie scure submarginali. La femmina è di colore verde-giallastro che sfuma nell'ocra. Le linee e le macchie di entrambe le ali sono grandi e nerastre. La macchia all'estremità della cella dell'ala anteriore è ampia, vistosa e cosparsa di scaglie nere, talvolta con del grigio al centro. Una macchia bruno-rossastra densamente cosparsa di nero occupa l'intera area mediale interna dalla nervatura mediana al margine interno. Le ciglia delle ali sono nerastre.

### Immaturi

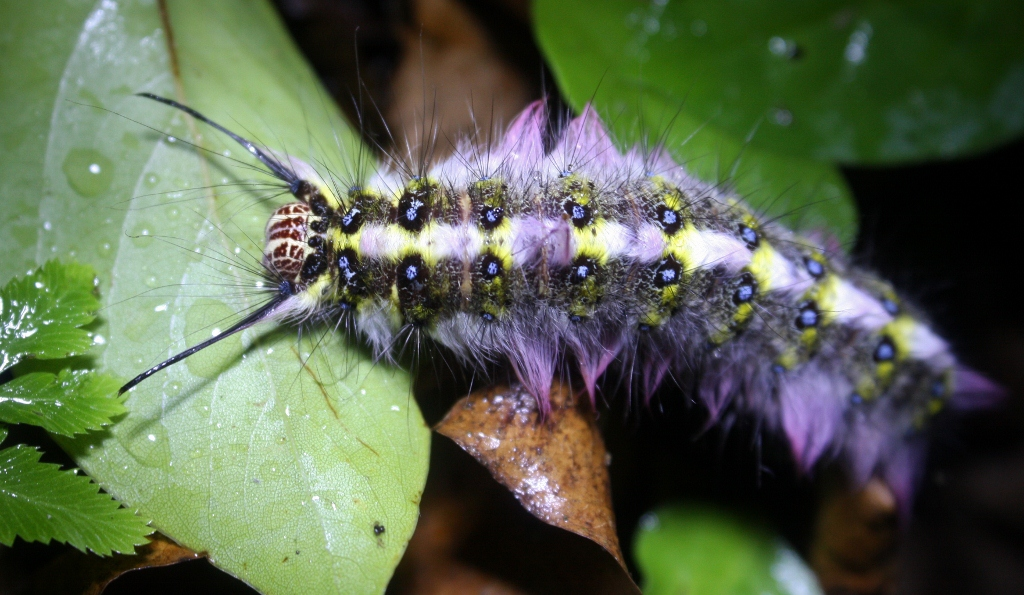
Forma violacea

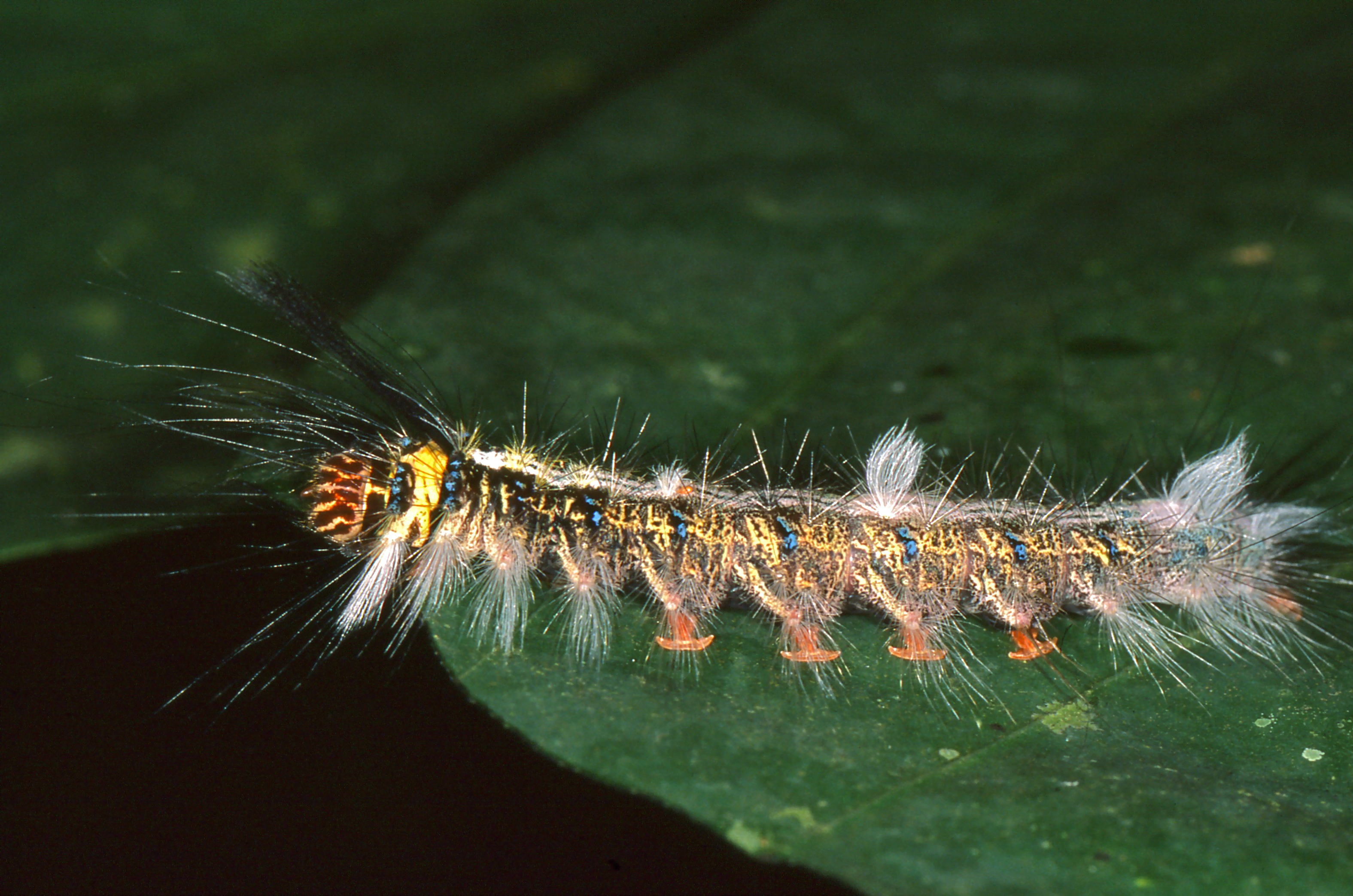
Forma brunastra

La larva ha una testa gialla macchiata di rosso e il corpo di colore grigio-brunastro con lunghi ciuffi laterali su ciascun somite. Il primo somite è nero e grigio, gli altri sono grigi. Ci sono macchie nere dorsali e laterali, accoppiate su ciascun somite, da cui spuntano lunghi peli neri. Le macchie sui somiti toracici sono fuse tra loro. I bruchi possono essere di due tipi diversi. Alcune larve sono nerastre con un'ampia striscia dorsale bianca e i ciuffi anteriori bruno-rossastri, mentre l'altra forma è rossastra con macchie laterali blu. Tuttavia la crisalide è color ocra in entrambe le forme, con corti peli neri che sporgono da essa, altamente irritanti.

## Distribuzione
La specie è originaria del Sud-est asiatico ed è diffusa in Pakistan, India, Thailandia, Sri Lanka, Myanmar, Giava, Cina, Giappone, Taiwan, Hong Kong, Vietnam e Indonesia.

## Biologia
Le larve vengono allevate su specie del genere Populus, ma si nutrono anche su piante di ricino, jamun, melograno, rosa e sandalo. La vespa braconide Cotesia trabalae è un noto parassitoide di questa falena.

## Tassonomia
Vengono riconosciute quattro sottospecie.
- T. v. gigantina Yang, 1978
- T. v. guttata (Matsumura, 1909)
- T. v. singhala Roepke, 1951
- T. v. vishnou